# Anarrhinum forskaohlii
Anarrhinum forskaohlii là một loài thực vật có hoa trong họ Mã đề. Loài này được (J.F.Gmel.) Cufod. mô tả khoa học đầu tiên năm 1963.